# Polo G
Pour les articles homonymes, voir Polo (homonymie).
Polo G, de son vrai nom Taurus Tremani Bartlett, né le 6 janvier 1999 à Chicago (Illinois), est un rappeur et chanteur américain. Il se fait connaître en 2018 avec son single Finer Things. En 2019, il s'est fait connaître du grand public avec son single Pop Out (en featuring avec Lil Tjay), qui atteint la 11e place du Billboard Hot 100. Les singles sont inclus dans son premier album studio, Die a Legend (2019), qui atteint la 6e place du Billboard 200, et est certifié RIAA Platine. Son deuxième album studio, The Goat (2020), atteint la 2e place du Billboard 200 et comprend dix singles classés au Billboard Hot 100. 
Son troisième album studio, Hall of Fame, sorti le 11 juin 2021, atteint la 1re place du Billboard 200 grâce à plusieurs singles comme Epidemic, ou encore Party Life (en featuring avec DaBaby), et surtout son plus gros single Rapstar, dans lequel il se compare à une légende du rap, Tupac Shakur. Le 3 décembre 2021, Polo G sort la réédition de son album Hall of Fame qui s'intitule Hall of Fame 2.0.

## Biographie

### Enfance
Bartlett naît dans le quartier Old Town de Chicago, dans l'Illinois. Il est le deuxième d'une fratrie de quatre enfants, ayant une sœur aînée, un frère cadet et une sœur cadette.

### Débuts etDie a Legend(2018–2019)
Le tout premier morceau enregistré par Bartlett s'intitule ODA, qu'il publie sur YouTube. Après avoir créé un compte SoundCloud en 2018, il publie le titre Gang With Me, qui accumule rapidement des millions de lectures. Il continue de gagner en popularité avec ses morceaux Welcome Back et Neva Cared. Bartlett publie ensuite Finer Things, un morceau qu'il a écrit pendant son incarcération, dans la seconde moitié de 2018 et gagne rapidement des millions de vues. Au début de 2019, Bartlett publie Pop Out en featuring avec Lil Tjay, qui atteint la 11e place du Billboard Hot 100. Le clip du morceau obtient plus de 200 millions de vues sur YouTube et le conduit à signer un contrat d'enregistrement avec Columbia Records. Bartlett publie également des vidéos pour ses morceaux Deep Wounds, Through Da Storm, Effortless et Dyin' Breed de son premier album studio Die a Legend, qui sort le 7 juin 2019 et atteint le no 6 du Billboard 200. Heartless, un single sorti plus tard en 2019, comporte une production de Mustard, et figure ensuite sur son deuxième album.

### The GoatetHall of Fame(2020–2022)
Le 14 février 2020, Bartlett sort le titre Go Stupid, avec les rappeurs Stunna 4 Vegas et NLE Choppa, avec une production vedette de Mike Will Made It et une coproduction de Tay Keith. Go Stupid devient son deuxième morceau sur le Hot 100 (après Pop Out), atteignant la 60e place sur le Hot 100, la 29e sur le Hot R&B/Hip-Hop Songs, et la 20e sur le Hot Rap Songs. Bartlett sort ensuite son deuxième album studio, The Goat, le 15 mai 2020. L'album débute à la deuxième place du Billboard 200 et dix morceaux de l'album ont atteint le Hot 100, notamment Flex en featuring avec Juice Wrld et Be Something en featuring avec Lil Baby, atteignant respectivement les numéros 30 et 57. Le même mois, on le retrouve aux côtés de Lil Baby sur 3 Headed Goat de Lil Durk, qui atteint la 43e place du Billboard Hot 100. En juillet, Bartlett figure sur l'album posthume de Juice Wrld, Legends Never Die, sur le morceau Hate the Other Side. Le morceau culmine à la 10e place du Billboard Hot 100, son premier single au top 10 et son morceau le mieux classé au total. Le 11 août 2020, il est inclus dans le XXL's 2020 Freshman Class. Plus tard dans le mois, il publie le clip de son single Martin and Gina, qui atteint la 61e place du Billboard Hot 100. En septembre 2020, il sort le single Epidemic, qui atteint la 47e place du Billboard Hot 100. Le 30 octobre 2020, il participe au morceau The Code de King Von, tirée de son premier album Welcome to O'Block. Le morceau atteint la 66e place du Billboard Hot 100 et se classe au Canada.
Bartlett est honoré dans la liste 30 Under 30 de 2021 de Forbes, dans la catégorie musique, et le 5 février 2021, il sort le single GNF (OKOKOK). Le 5 mars 2021, Bartlett figure sur la bande-son du film Boogie de 2021 sur la chanson Fashion du défunt rappeur Pop Smoke. Bartlett collabore avec Lil Tjay et Fivio Foreign sur la chanson Headshot, sortie le 19 mars. En mai 2020, Bartlett ainsi que la personnalité des réseaux sociaux Einer Bankz se sont rendus sur Instagram pour publier un extrait d'un prochain single de Polo G. La vidéo est rapidement devenue virale, accumulant des millions de vues sur les réseaux sociaux, notamment TikTok. La chanson est ensuite révélée comme étant intitulée Rapstar, et sort le 9 avril 2021.

### Hood Poet(depuis 2023)
Le 15 août 2023, Bartlett annonce officiellement son prochain album, Hood Poet (stylisé H.O.O.D P.O.E.T., un acronyme pour « He Overcame Obstacles During Pain or Emotional Trauma) ». Il annonce la sortie d'un single intitulé Barely Holdin' On le vendredi suivant, l'album devant sortir le 15 septembre 2023. Cependant, l'album est repoussé après que Bartlett et son frère, qui rappe sous le nom de « Trench Baby », sont arrêtés pour enlèvement, vol à main armée et agression. Trench Baby est ensuite inculpé dans une affaire distincte de meurtre au volant.

## Vie personnelle
Bartlett a un fils nommé Tremani. En août 2019, lors d'une fête en l'honneur de son ami décédé, il faillit mourir après une overdose. Il cesse depuis de consommer de l'ecstasy et du Xanax.

## Affaires judiciaires

### Arrestation à la sortie d'une soirée
Le 11 juin 2021, Polo G et son frère de 16 ans sont arrêtés par des agents du département de police de Miami après une fête célébrant la sortie de l'album Hall of Fame de Polo G. Polo G est impliqué dans 2 crimes (coups et blessures sur un officier et menace d'un fonctionnaire) et 3 délits (méfait criminel, résistance à une arrestation, coup sur policier non-violent). Selon la police, le véhicule est arrêté en raison de « vitres teintées ». Polo G refuse d'abord de sortir du véhicule et appelle sa mère sur FaceTime. Selon USA Today, dans le rapport d'arrestation, les agents déclarent avoir ordonné à tout le monde de sortir du véhicule pour rechercher des armes à feu après qu'un passager ait déclaré que le véhicule était à l'épreuve des balles. La police déclare que Polo G s'était débattu avec le policier qui tentait de le menotter, le frappant.
En juillet 2022, TMZ obtient des images de caméras de la police montrant Polo G furieux en garde à vue frappant les policiers qui l'arrêtaient. Polo G est également vu en train de recevoir un traitement médical et explique s'être évanoui après des heures à l'arrière de la voiture de police, ce que nie le service de police. Polo G est critiqué dans les réseaux pour son comportement montré dans la vidéo,. L'avocat de Polo G, Bradford Cohen, déclare que la vidéo a été « fortement médiatisé » pour de nuire à l'image de Polo G.
Dans une vidéo enregistrée sur un téléphone portable qui a depuis été rendue publique, à l'arrivée de sa mère, les agents ont refusé de lui donner la moindre information et elle a déclaré qu'on lui avait dit qu' « A Miami, nous serions arrêtés si je demandais ce qui se passait avec mon fils mineur ou l'un de mes enfants ». Elle déclare ensuite qu'elle se sentait « impuissante » et précise plus tard que Polo G et son frère étaient des passagers d'un service de voiture agréé conduit par un chauffeur professionnel embauché et qu'il y avait du personnel de sécurité avec eux. Ni Polo G ni son frère ne conduisaient et n'étaient propriétaires du véhicule.
Le 15 novembre 2021, la police abandonne les deux accusations criminelles et l'accusation de délit de méfait criminel, invoquant des preuves insuffisantes. Les procureurs ont accepté d'abandonner les accusations restantes si Polo G participait à un programme de gestion de la colère. Il est rapporté le 9 avril 2022 que Polo G n'avait plaidé coupable d'aucun acte répréhensible, mais avait terminé le programme et les accusations restantes avaient été abandonnées.

### Vol
Le 23 août 2023, Polo G et son frère sont arrêtés en lien avec un vol qualifié. Les deux frères faisaient partie des quatre suspects de vol et sont arrêtés au manoir de Polo G. Les arrestations ont eu lieu après que la police ait fouillé le manoir et la voiture de Bartlett. Un fusil illégal à canon court ferait partie des objets trouvés lors de la perquisition policière, ce qui conduit à une accusation supplémentaire contre Polo G. 
En avril 2023 les frères sont ensuite de nouveau arrêtés par le département de police de Burbank et inculpés d'enlèvement, de vol et d'agression avec une arme mortelle liés à un incident distinct survenu en avril 2023. Les frères sont libérés après avoir chacun déposé une caution de 100 000 $.

### Possessions d'arme
Le 11 avril 2024, Polo G est arrêté et accusé de détention illégale d'une arme à feu chargée. Il se trouve à son hôtel de Manhattan lorsque cela s'est produit. Le rappeur verse rapidement une caution de 25 000 $.

## Style musical
Polo G est à l'origine connu pour son son drill de Chicago, mais a finalement fait la transition vers un style plus mélodique. Il est remarqué pour sa « narration vive et explicite » ; ses paroles abordent souvent des sujets difficiles, notamment le racisme et la santé mentale. Il rend aussi régulièrement hommage à sa ville natale et, comme le note Ayana Rashed de Respect, « il est également prompt à reconnaître l'injustice commune et la brutalité policière fréquente auxquelles lui et tant d'autres sont confrontés au quotidien. » Il déclare que le rappeur américain Lil Wayne et l'icône du hip-hop Tupac Shakur sont ses plus grandes influences,. Il a également grandi en écoutant Gucci Mane, ainsi que les rappeurs de Chicago Lil Durk, G Herbo et Chief Keef.

## Label discographique
En septembre 2020, Polo G annonce la création de son propre label discographique, ODA Records, en partenariat avec Columbia Records. ODA est l'acronyme de Only Dreamers Achieve Records. Le premier artiste signé sur ODA est Scorey, un artiste de Syracuse, New York.

## Discographie
- 2019 : Die a Legend
- 2020 : The Goat
- 2021 : Hall of Fame[36]
- 2023 : Hood Poet

## Filmographie
- 2021 : Juice Wrld: Into the Abyss : propre rôle

## Distinctions
| Récompense             | Année | Nominé      | Catégorie                       | Résultat   | Réf.   |
| ---------------------- | ----- | ----------- | ------------------------------- | ---------- | ------ |
| MTV Video Music Awards | 2021  | Propre rôle | Meilleur nouvel artiste         | Nomination | [ 37 ] |
| MTV Video Music Awards | 2021  | Rapstar     | Meilleur hip-hop                | Nomination | [ 37 ] |
| Brit Awards            | 2022  | Rapstar     | Morceau internaional de l'année | Nomination | [ 38 ] |